# Herminia nigrobasalis
Herminia nigrobasalis là một loài bướm đêm trong họ Noctuidae.